# Altamira
Altamira je jeskyně v Kantábrii na severu Španělska, v Santillaně del Mar poblíž přístavního města Santander, ve které byly nalezeny roku 1879 pravěké nástěnné malby, převážně s motivy zvířat (zcela uznány byly až počátkem 20. století). Jejím objevitelem se stal místní lovec, který na nález upozornil majitele pozemku, Dona Sautuolu. Ten zpočátku objevu nevěnoval velkou pozornost (v oblasti bylo mnoho jeskyň), až po několika letech začal místo podrobně zkoumat. Nashromáždil řadu podivuhodných archeologických vykopávek a seznámil s nimi i odborníky, ale když ti na jeho nález nereagovali, pokračoval dál ve výzkumech, přičemž jeho osmiletá dcera Marie nalezla šťastnou náhodou v postranní chodbě rozsáhlé nástěnné malby, později datované na mladší paleolit (magdalénien). Tento unikátní nález se svou celistvostí a rozsáhlostí stal prvním z významných dokladů o tehdejší vyspělosti výtvarného umění a zároveň podal další svědectví o životě paleolitických lidí.
V roce 1985 byla Altamira zapsána na seznam světového dědictví UNESCO. V roce 2008 bylo do tohoto seznamu pod stejnou položkou zapsáno dalších 17 jeskyní v Kantábrii, Asturii a Baskicku s podobnými nástěnnými malbami.
Správou jeskyně je pověřeno speciálně pro ni zřízené muzeum, jež se ale prehistorií zabývá i v širších souvislostech. V areálu muzea byla vytvořena velmi přesná kopie Altamiry „Neocueva“, která zachycuje jeskyni v době, kdy ji obývali lovci a sběrači v období před 35 000 a 13 000 roky. Přístup do samotné jeskyně je přísně regulován a kontrolován. Vstup je dovolen jedné skupině o pěti osobách vždy pouze jednou za týden.

## Vybrané detaily nástěnných maleb

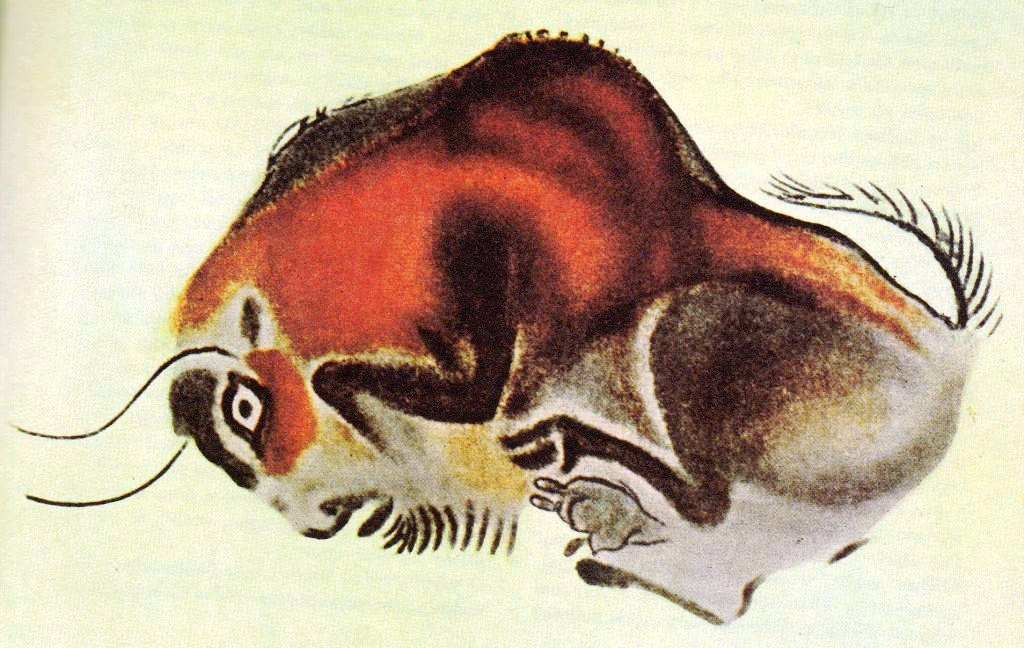
Bizon pravěký
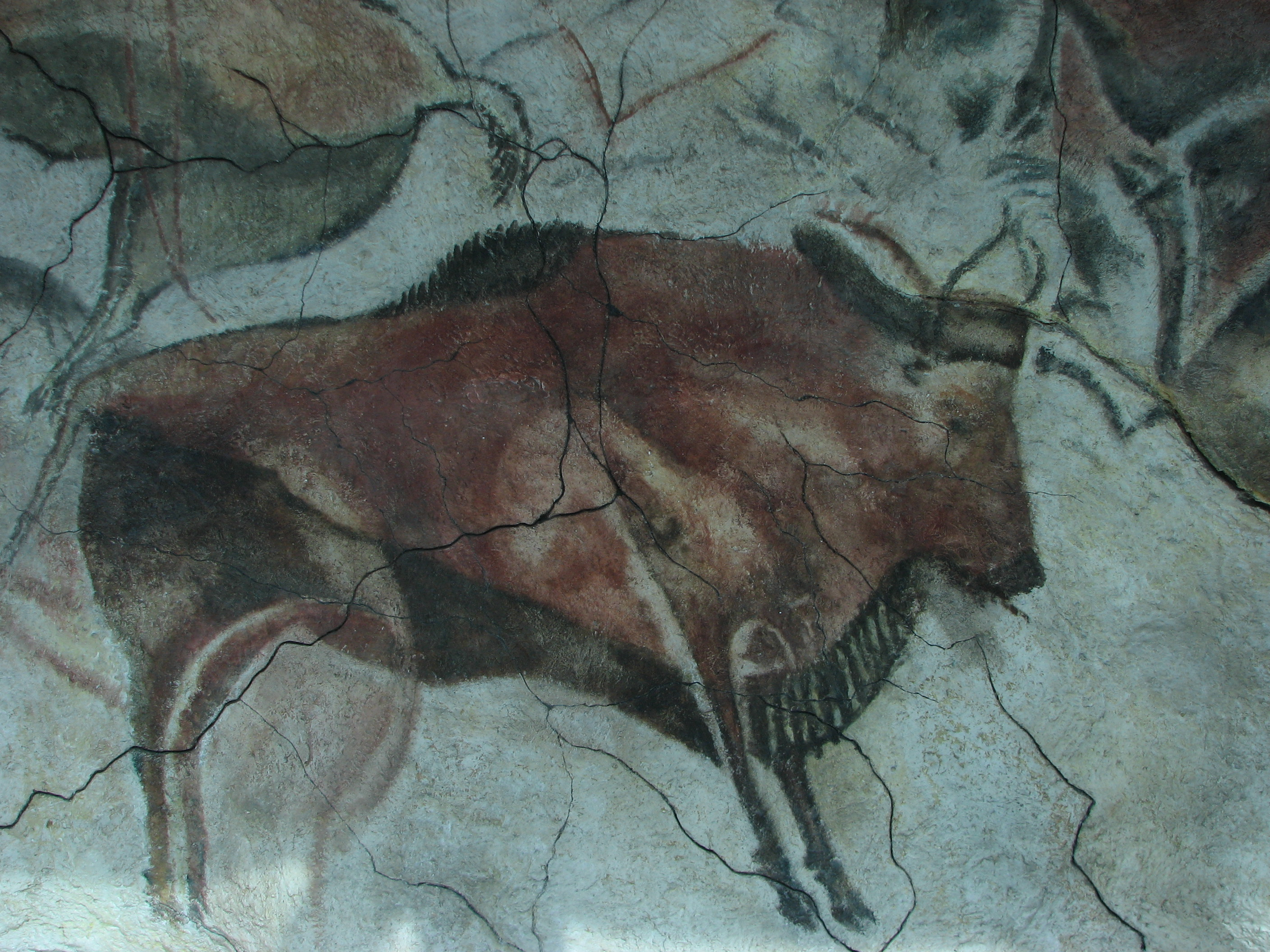
Bizon pravěký
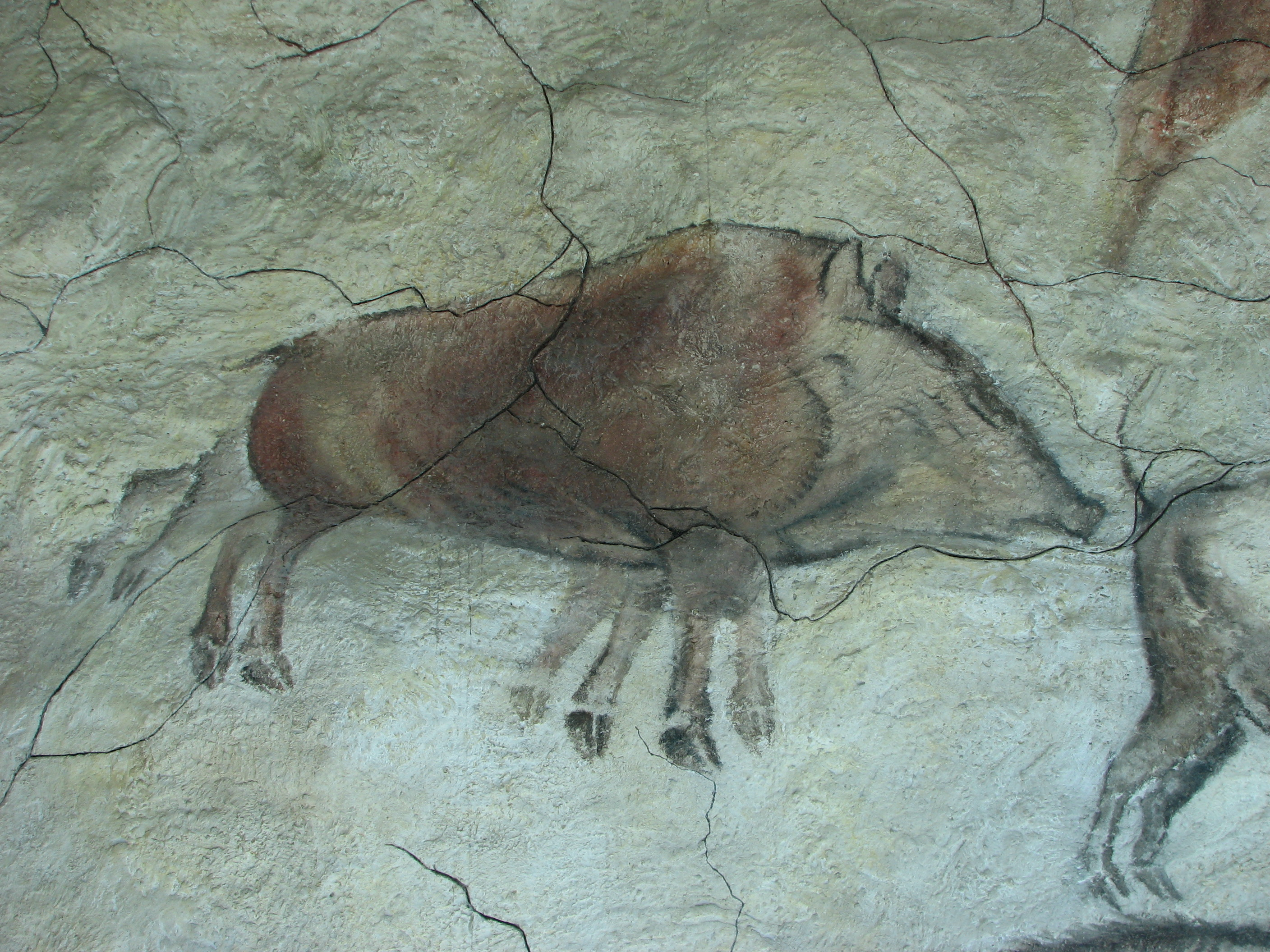
Divoké prase
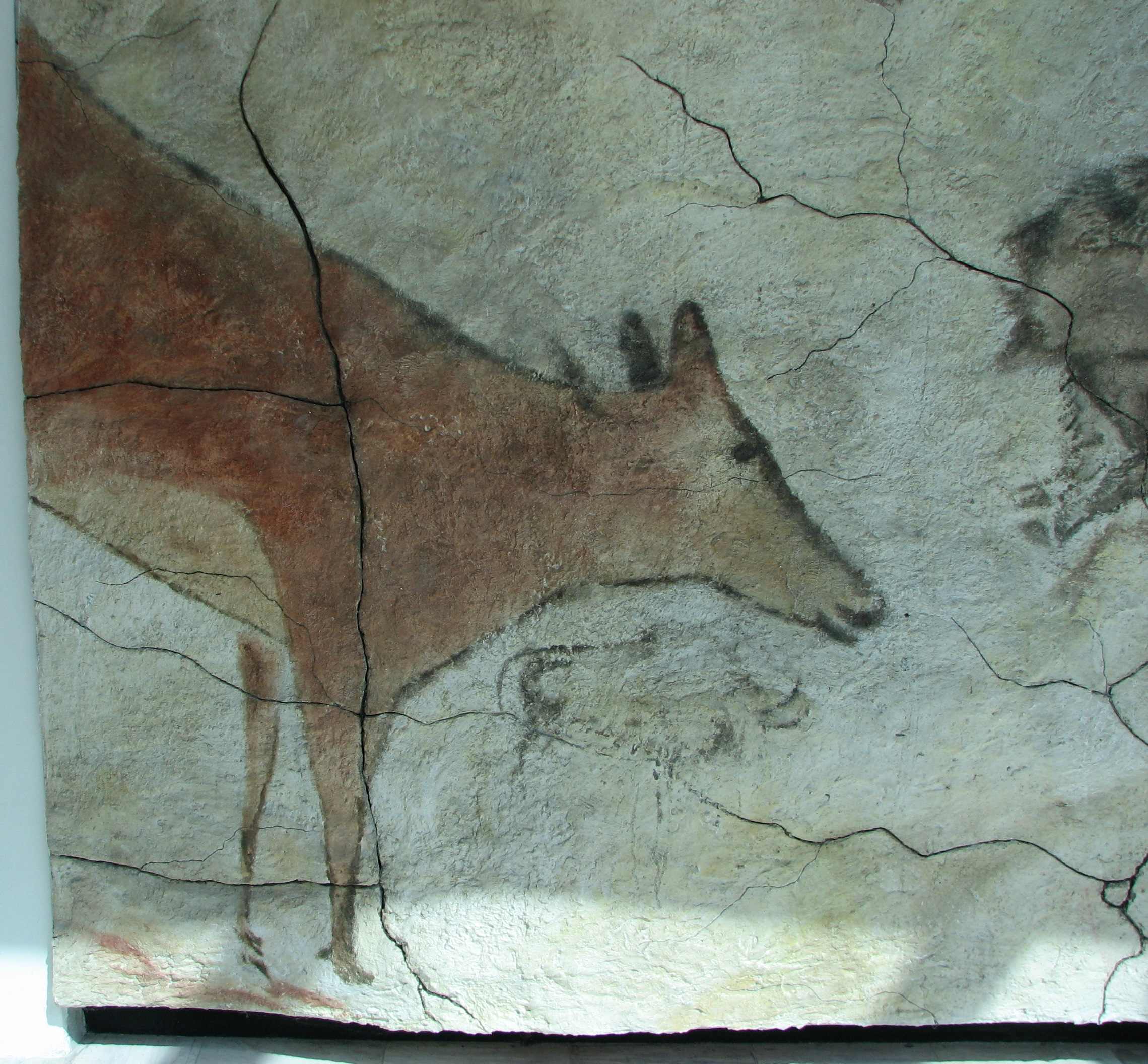
Laň